# Józef Orłowski (architekt)

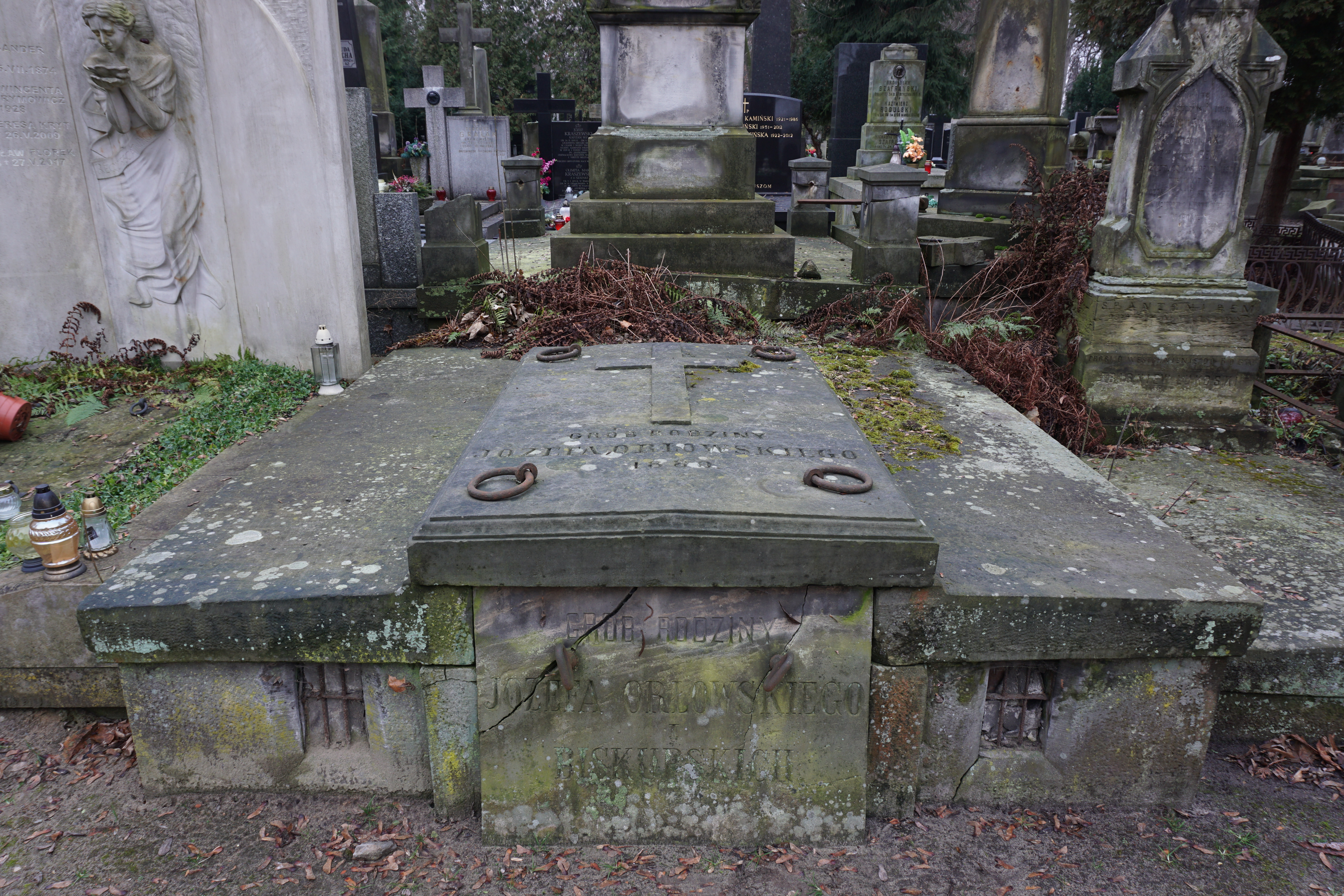
Grób Józefa Orłowskiego na cmentarzu Powązkowskim w Warszawie

Józef Orłowski (ur. 1819 w Piotrkowie, zm. 16 stycznia 1880 w Warszawie) – polski architekt.

## Życiorys
Był synem Ignacego.
Od 1838 pracował w Warszawie u Andrzeja Gołońskiego. W latach 1850–1856 był czynny w Piotrkowie, po czym wrócił do Warszawy. W swoich pracach wzorował się na stylach historycznych.
W 1857 otrzymał stopień budowniczego III klasy i w 1858 został budowniczym miasta Warszawy. Od 1872 był członkiem petersburskiej Akademii Sztuk Pięknych.
Zmarł nagle na serce. Został pochowany na cmentarzu Powązkowskim (kwatera 33-1-4/5).

## Prace (m.in.)
- Szpital św. Ducha przy ul. Elektoralnej 12 w Warszawie (1857–1861)[1]
- Kościół św. Stanisława Biskupa i Męczennika w Warszawie (1858–1860)[5][6]
- Pałacyk Biernackich w Warszawie (1860)[2]
- restauracja Zamku Królewskiego w Warszawie (1862–1863)[2]
- Nowa Pomarańczarnia w Łazienkach Królewskich (1860, z Adolfem Loewe)[1]
- Zespół budynków Warszawskiej Straży Ogniowej na Pradze[7]
- odbudowa pałacu Jabłonowskich po pożarze (1864–1868)[7]
- Kamienica Beyera (ul. Królewska 1/ul. Krakowskie Przedmieście 9, nieistniejąca)[7]
- Fontanna przy Krakowskim Przedmieściu w Warszawie[7]
- Dwór w Brzezinach[7]

## Odznaczenia
Odznaczony Orderem św. Stanisława II klasy oraz Orderem św. Anny II klasy.